# تلفزيون بي بي سي عربي
بي بي سي نيوز العربية سابقا تلفزيون بي بي سي عربي هي قناة إخبارية تلفزيونية تبث إلى الشرق الأوسط من قبل هيئة الإذاعة البريطانية «بي بي سي». تم إطلاقها في الساعة 09.56 بتوقيت غرينتش في 11 مارس 2008. تم الإعلان عن تقديم هذه الخدمة في أكتوبر 2005 وكانت لتبدأ بثها في خريف 2007 إلا أنه تم تأجيل البث. من مذيعيها طارق العاص، أحمد فاخوري، رانيا العطار، أنطوان خوري، ملاك جعفر، فدى باسيل، حمدان الجرجاوي، حيدر النعيمي.
وتمتلك البي بي سي العديد من المكاتب في مختلف دول العالم. أضخمها في مصر وتتولى إدارته نجلاء العمري.
تم تشغيل بي بي سي نيوز أرابيكس من خلال خدمة بي بي سي العالمية، وبدأت البث على مدار 24 ساعة يوميًا منذ 19 يناير 2009.
يمكن مشاهدة برامج بي بي سي نيوز عربي من خلال موقع بي بي سي عربي على الإنترنت www.bbc.com/arabic. كما يتضمن الموقع البث المباشر للقناة حفاظا على حقوق النشر للبث عبر الانترنت.
ليست هذه المرة الأولى التي تنطلق فيها خدمة تلفزيون بي بي سي باللغة العربية، المحاولة السابقة انتهت في 21 أبريل 1996 بعد سنتين من البث التلفزيوني حينما كان شركاء بي بي سي حينها شبكة أوربت الإعلامية المملوكة لمستثمرين سعوديين، ليسحب الاتفاق بين الجهتين بعد بث بي بي سي حلقة من برنامج بانوراما التلفزيوني، وضعت الحكومة السعودية حينها في موقف حرج. لينتقل العديد من طاقم بي بي سي العربية حينها إلى قناة الجزيرة القطرية.

## وصلات خارجية
- BBC Arabic.com